# Sampaiosia crulsi
Sampaiosia crulsi är en spindelart som beskrevs av Cândido Firmino de Mello-Leitão 1930. 
Sampaiosia crulsi ingår i släktet Sampaiosia och familjen jättekrabbspindlar. Inga underarter finns listade i Catalogue of Life.